# رقص خیابان

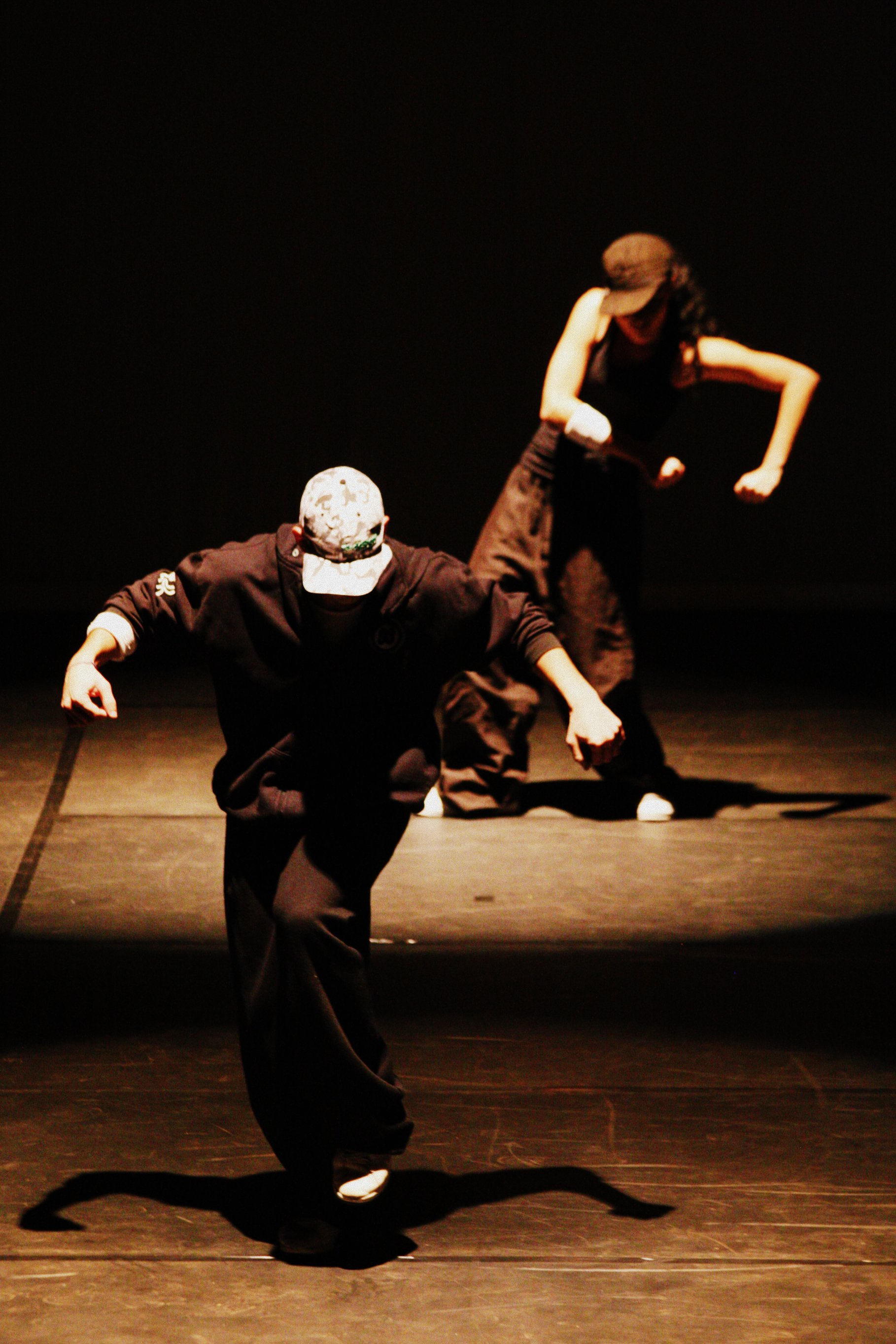
دو رقصنده خیابانی در در برزیل.

رقص خیابان (به انگلیسی: Street dance) یک سبک رقص است که هیچ کشور مبدأ مشخصی ندارد. این رقص در فضای باز تکامل یافته‌است. این اصطلاح در واقع برای توصیف رقص‌های بومی در نواحی شهری استفاده می‌شود.
این نوع رقص‌ها معمولاً در نماهنگهای رپ خوانندگان غربی استفاده شده‌اند.